# Бродлендс (Вірджинія)
Бродлендс (англ. Broadlands) — переписна місцевість (CDP) в США, в окрузі Лаудун штату Вірджинія. Населення — 14 021 особа (2020).

## Географія
Бродлендс розташований за координатами 39°0′49″ пн. ш. 77°31′1″ зх. д. / 39.01361° пн. ш. 77.51694° зх. д. (39.013635, -77.516983).  За даними Бюро перепису населення США в 2010 році переписна місцевість мала площу 8,50 км², з яких 8,45 км² — суходіл та 0,04 км² — водойми.

## Демографія
Згідно з переписом 2010 року, у переписній місцевості мешкало 12 313 осіб у 3760 домогосподарствах у складі 3161 родини. Густота населення становила 1449 осіб/км².  Було 3823 помешкання (450/км²).
Расовий склад населення:
| - 71,5 % — білих - 17,0 % — азіатів - 5,7 % — чорних або афроамериканців - 0,2 % — корінних американців - 1,5 % — осіб інших рас |

До двох чи більше рас належало 4,1 %. Частка іспаномовних становила 6,8 % від усіх жителів.
За віковим діапазоном населення розподілялося таким чином: 38,3 % — особи молодші 18 років, 59,7 % — особи у віці 18—64 років, 2,0 % — особи у віці 65 років та старші. Медіана віку мешканця становила 33,1 року. На 100 осіб жіночої статі у переписній місцевості припадало 95,6 чоловіків;  на 100 жінок у віці від 18 років та старших — 94,6 чоловіків також старших 18 років.
Середній дохід на одне домашнє господарство  становив 182 558 доларів США (медіана — 169 167), а середній дохід на одну сім'ю — 187 461 долар (медіана — 176 005). За межею бідності перебувало 1,2 % осіб, у тому числі 0,2 % дітей у віці до 18 років та 0,0 % осіб у віці 65 років та старших.
Цивільне працевлаштоване населення становило 6763 особи. Основні галузі зайнятості: науковці, спеціалісти, менеджери — 31,5 %, освіта, охорона здоров'я та соціальна допомога — 16,3 %, публічна адміністрація — 8,8 %, мистецтво, розваги та відпочинок — 7,3 %.